# Henri Kuprasjvili

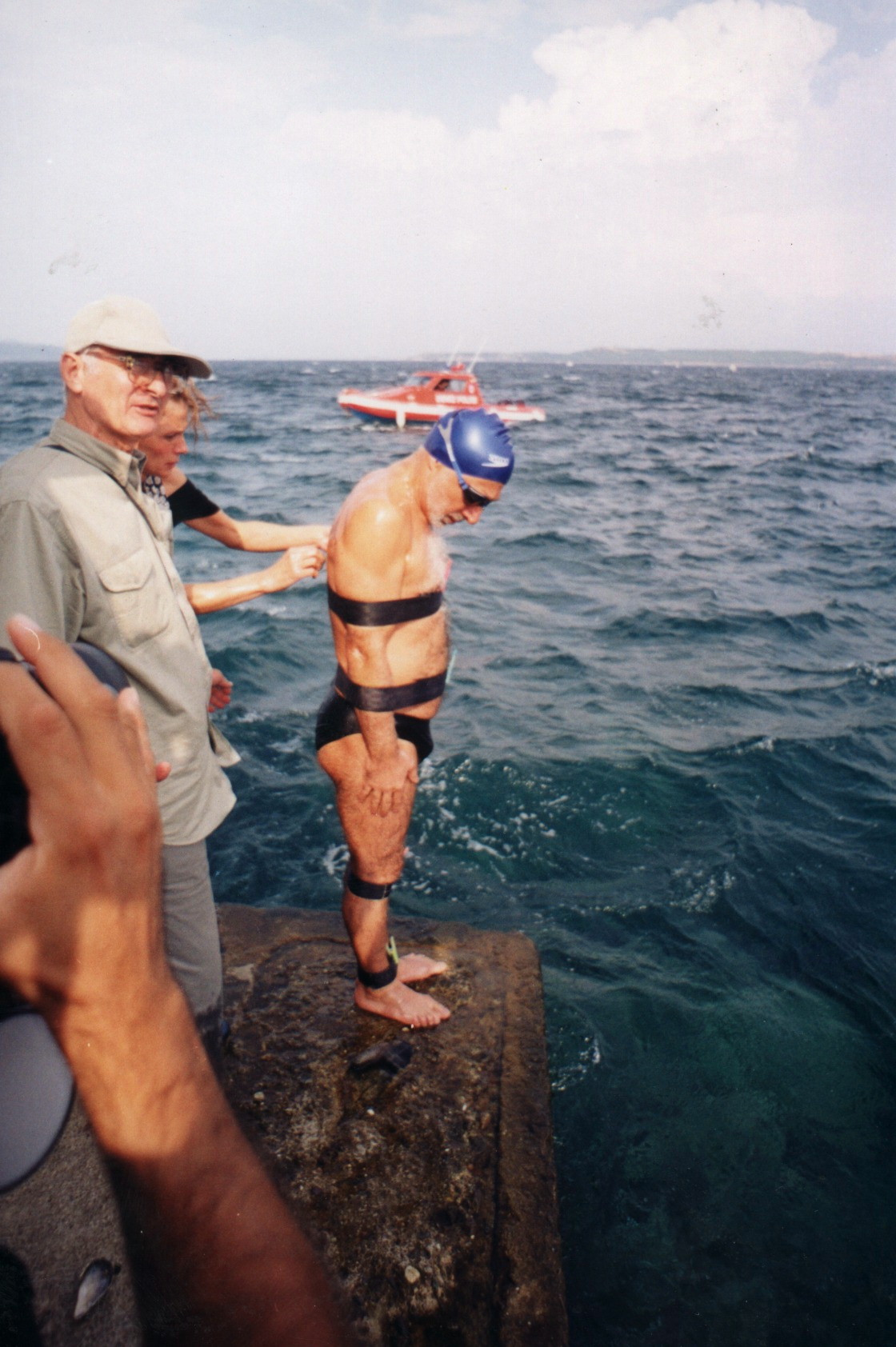
Henri Kuprashvili - Dardanelles 2002

Henri Kuprasjvili (georgiska: ჰენრი კუპრაშვილი) född 13 september 1946 i Chasjuri, Georgiska SSR, Sovjetunionen, är en georgisk doktor i statsvetenskap och simmare, som är mest känd för att ha slagit ett rekord i Guinness Rekordbok, genom att ha simmat Dardanellerna med hans händer och fötter bakbundna i traditionell georgisk simstil, även känt som Kolchuri. Kuprasjvili har blivit tilldelad Vachtang Gorgasalis orden och George Byrons guldmedalj. 

## Familj
Kuprasjvili är son till Otar Kuprasjvili (1924-1974) och Nora Lapiasjvili (f. 1925). Hans farfar, Luka Kuprasjvili (1896–1924), född Tsutschvati, Tqibuliregionen, omkom under det georgiska militära upproret mot bolsjevikerna.

## Vídeo
- CNN-2002
- CNN-2001
- REUTERS 2007
- Competition in Georgian sport style of swimming „Free Kolkhuri" (Lazuri) 2010